# カルシ・マルカジイ・スタジアム
カルシ・マルカジイ・スタジアム（ウズベク語: Қарши Марказий Стадион）はウズベキスタン南西部の都市カルシにある多目的スタジアムである。

## 概要
マルカジイとはウズベク語で中央の意味。2006年に建設された。収容人数は14,750人。主にサッカーの試合に用いられており、ウズベク・リーグに属するナサフ・カルシのホームスタジアムでもある。
もともとナサフ・カルシは同じ市内にあり、1975年に建設されたナサフ・スタジアムを使用していたが、新スタジアム建設に伴い移転した。元のナサフ・スタジアムは現在ユースチームが使用している。
AFCカップ2011決勝戦の会場となり、この地でナサフ・カルシがアル・クウェートを破って初の国際タイトルを手にしている。

## 交通アクセス
カルシ空港もしくはウズベキスタン鉄道のカルシ駅よりタクシーで約5分。